# 勝局在望
勝局在望（日語：ドウデュース），是日本純種競賽馬匹，主要勝場有2021年朝日盃未來錦標、2022年東京優駿（日本打吡）、2023年有馬紀念和2024年秋季天皇賞、2024年日本盃。

## 出賽前
2019年5月7日出生於北海道安平町北部牧場，成長途中被馬主松島正昭購入，馬主名義則以其經營的Kieffers Co. Ltd.登錄。
其後交由栗東訓練中心練馬師友道康夫訓練。

## 競賽生涯

### 2歲
2021年9月5日出戰小倉競馬場2歲新馬戰，比賽初段處於中團位置追走，進入直路後隨即加速並壓贏一同衝出的地神力取得首勝。
其後出戰表列賽常春藤錦標，於直路上順利加速衝出，及後成功抵擋後方Gran Cielo的追擊，最終以頸位優勢取得勝利。
12月19日出戰朝日盃未來錦標，落後於同爲無敗馬的秀逸小島及地標圖形獲得第三人氣。比賽開始後，其處於中團位置穩步追走，進入直路後抽出外檔奮力衝刺，最終成功於最後關頭超越率先透出的秀逸小島，以1/2馬位優勢取得首個一級賽冠軍。
年末，由於其以無敗姿態制霸一級賽，於評選中獲得251票，以207票之差勝過希望錦標冠軍絕技取得最佳2歲馬頭銜。

### 3歲
2022年首戰爲彌生賞大震撼紀念，賽前獲得第一人氣。比賽開始後，其處於較前的位置展開推進，並於比賽途中一直保持穩定的速度。進入直路後，其於中檔位置訓練追走，雖然跑出不俗的末腳，但仍然未能超越一勝再勝，以第二吞下生涯首敗。
4月17日出戰皐月賞，比賽初段其於後方位置等待時機，進入直路後雖然展現優秀的反應加速並跑出全場最快末腳，但因初段留得太後而無法挽回劣勢，最終敗於地標圖形及春秋分取得第三。
5月29日出戰東京優駿，其於比賽初段無視前方飛砂駒做出的前1000米58.9秒的快步速，於後方約莫第十三的位置追走。進入直路後，由中檔位置展開加速即迫先頭部隊，並於直路終端和由外檔位置衝刺的春秋分展開爭奪，最終於勝局在望率先透出下，其成功以頸位優勢壓贏對手，亦以2分21.9秒的時間將上年度由大帝創立的紀錄推前0.6秒。
贏得打吡後陣營宣佈安排其遠征法國，先出戰前哨戰尼爾錦標再出戰凱旋門大賽，然而受到被巴黎隆尚馬場被稱謂「隆尚游泳池」的大爛地影響，其於兩場賽事均未能發揮水準，分別以第四及第十九落敗。
其後因爲於法國的失利，陣營決定取消之後遠征美國出戰育馬者盃草地大賽的計劃，並安排其返回日本放草及休養。

### 4歲
2023年2月12日於移師至阪神競馬場舉辦的京都紀念復出，雖然以頂磅58公斤出賽，但仍然獲得第一人氣。比賽開始後，其於後方位置等待時機，進入對面直路後逐步抽出外檔發力，並於最後彎道經已進佔先頭位置。進入直路後，其隨即由有利位置展開衝刺，成功突放之下進入獨走狀態，最終拋離後方馬匹3 1/2馬位再度奪得分級賽冠軍。
其後其被安排遠征阿聯酋出戰杜拜草地大賽，並於當地時間3月14日到達美丹馬場作最後準備。然而於賽前一日，其左前腳出現不良於行跡象，最終陣營考慮過後決定取消出走，並安排其返回日本休養。
休養過後於秋季天皇賞復出，原定由繼續由主戰騎師武豐策騎，然而由於武豐於本日第五場賽事2歲新馬戰策騎Black Rise後在過磅室外被馬匹踢中腿部受傷，因而緊急易配戶崎圭太。比賽開始後，其選擇於中團位置推進，並一直保持穩定的節奏以減省體力消耗。進入直路後其於中檔位置逐步加速，但未能完全發揮加速力下無法追上前方的賽駒，其後亦被外檔的對手超越，最終僅跑獲第七。
11月26日出戰日本盃，由於主戰騎師武豐傷勢仍未痊癒，因而繼續由戶崎執繮。比賽開始後，其因順利出閘以順勢進佔內欄位置，並保持相對穩定的節奏處於中段靠前逐步推進。進入直路後，其於內欄位置順利抽出外檔並進行加速，最終以發揮不俗的末腳速度下成功跑獲一席第四。
12月24日出戰有馬紀念，武豐傷癒復出再次策騎勝局在望。比賽開始後，其一直留在較後位置，直到第三、四彎道才在外檔位置加速上前進佔第三。進入直路後，其憑借處於先頭的狀態不斷衝刺並進入全速狀態，於最後200米分別超過在內欄位置一直保持第二的星映天下和領放的領銜，最終以1/2個馬位壓過星映天下贏得冠軍。

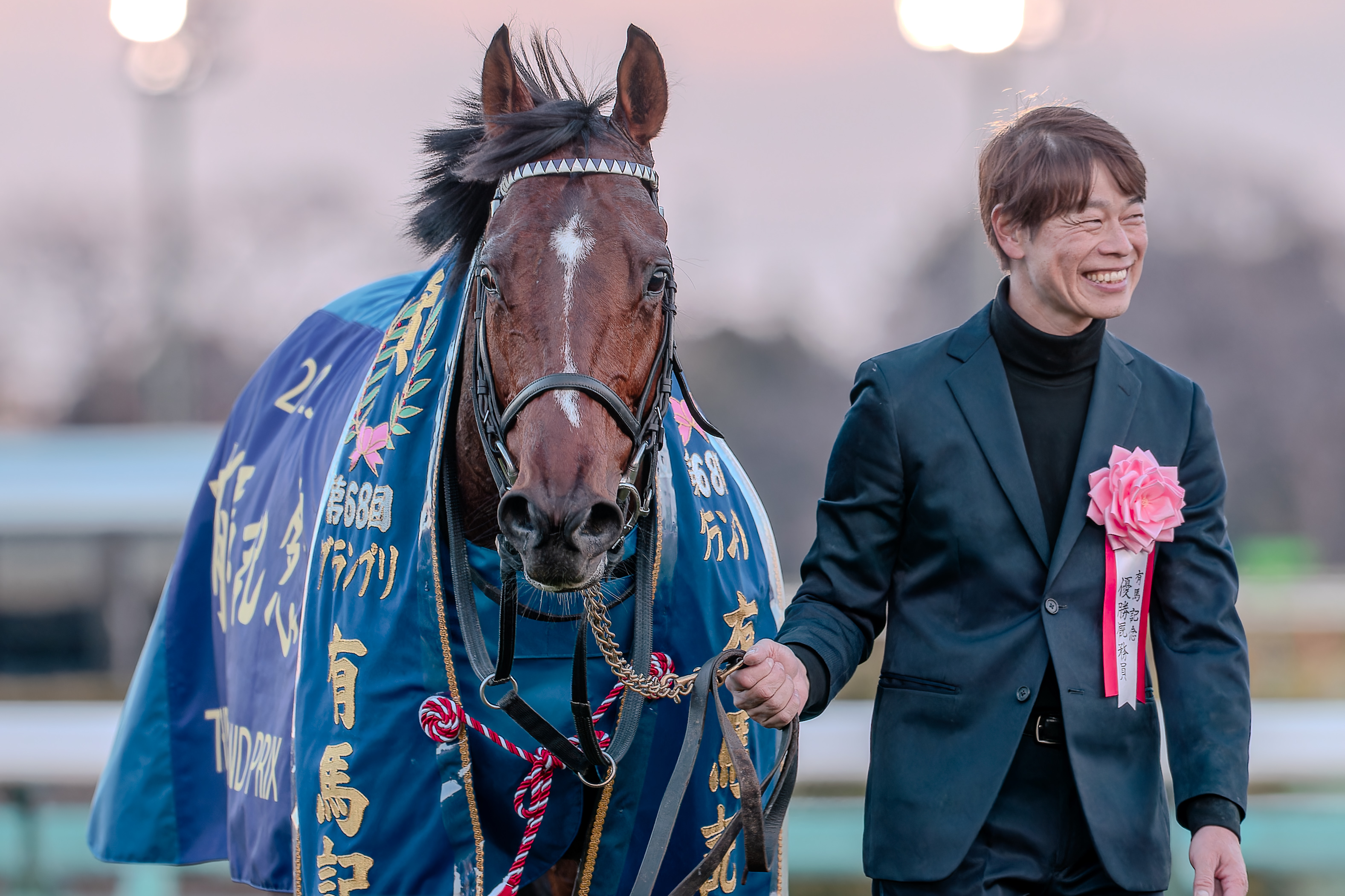
有馬紀念頒獎儀式

### 5歲
2024年首戰遠征阿聯酋出戰上年度無法出戰的杜拜草地大賽，但於比賽初段因為漏閘未能搶佔有利位置。進入直路後，其仍然保持於內欄位置未能抽出，最終一直貼欄加速下跑獲第五。
返回日本後以寶塚紀念作為目標，賽前獲得第一人氣。比賽開始後，其順利出閘之下選擇留後戰術，於比賽大部份時間均處於隊伍最後方的位置，並且於最後彎道時未有抽出外檔的跡象。進入直路後，騎師武豐指揮其抽入較為空曠的內欄位置加速，但未能克服較為泥濘的跑道下無法縮窄和前方賽駒的距離，最終以第六落敗。
充足休養過後於秋季天皇賞作為目標，賽前僅落後自由島取得第二人氣。比賽開始後，其順利出閘之下稍微放緩步伐，維持於尾二的位置緩慢推進。進入直路後，其仍然處於隊伍最末端的位置，並開始稍為外閃望空。最後400米，其成功尋找到跑線並開始衝刺，最終轟出後600秒32.5的恐怖末腳速度下一舉超越前方所有賽駒，甚至第二的鍵琴高奏1 1/4馬位取得第四個一級賽冠軍。憑借此次勝利，其成為日本賽馬史上繼目白多伯、伏特加及迷人景致後第三匹於2至5歲均取得中央一級賽勝利的賽駒，亦為首匹達成此成就的雄馬。

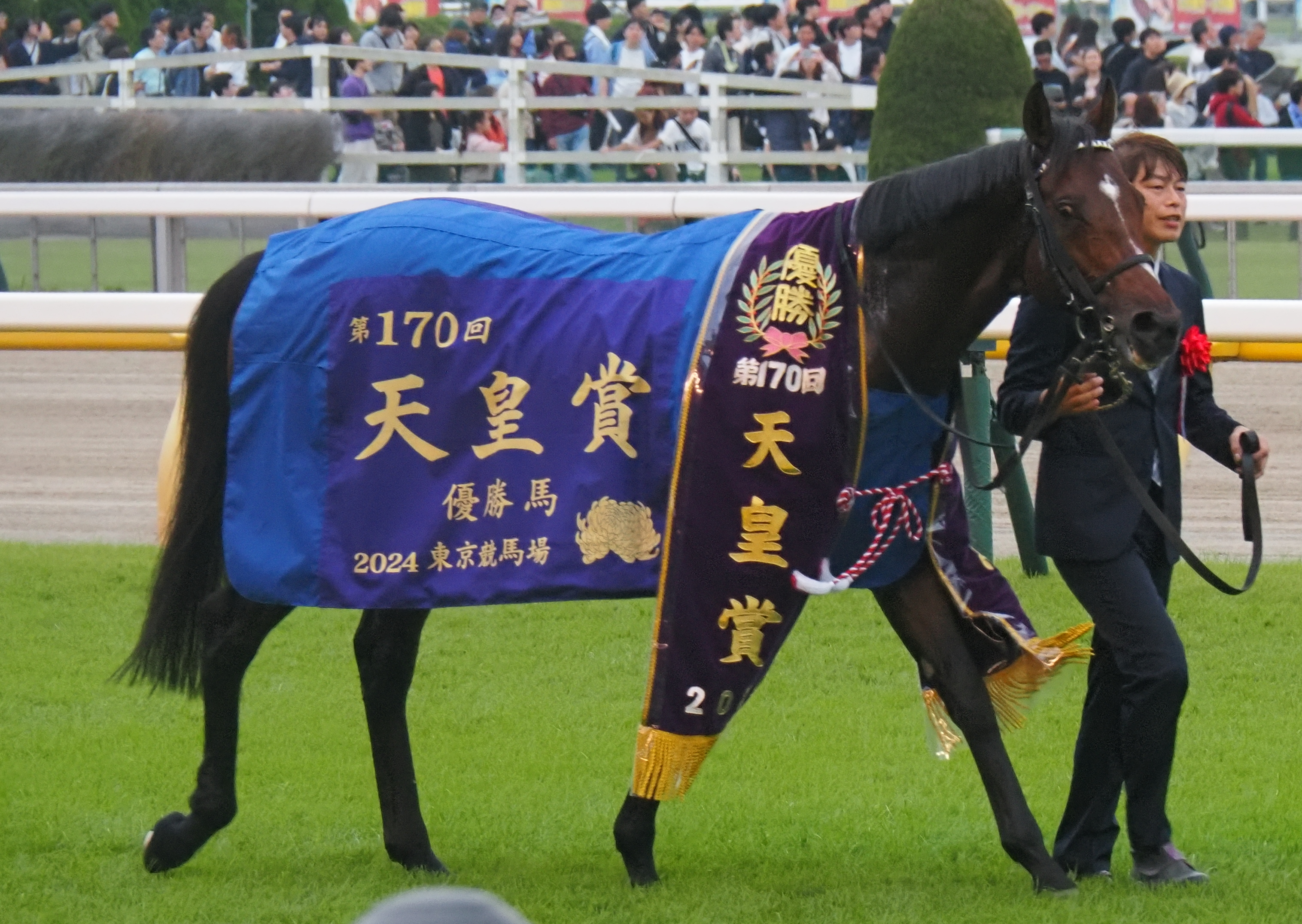
秋季天皇賞頒獎儀式

1個月後出戰日本盃繼續挑戰秋季古馬三冠，賽前取得第一人氣的支持。比賽開始後，其雖然處於內檔的位置起步，但仍然選擇保持於後方位置逐步推進。通過第三、四彎道時，由於步速偏慢且馬匹有上前之傾向，因而騎師武豐決定順應其的走勢開始控制發力。進入直路後，其迅速於外檔位置取得望空的優勢，不斷衝刺加速下轟出後600米32.7秒的末腳速度，成功超越前方的真命新帝及堅韌力，第五度奪得一級賽冠軍。
其後原定以有馬紀念作為退役戰，然而於12月20日時被發現右前腳不良於行，因而選擇退賽並直接退役。
年末，由於其秋季表現優秀，因而於評選中以236票當選日本馬王，更以全票256票當選最佳4歲及以上雄馬。

### 詳細賽績
| 日期       | 舉辦國家 | 馬場     | 距離   | 級別 | 賽事名稱         | 負重 | 騎師     | 馬號 | 出馬 | 名次 | 時間    | 頭馬（二馬）               |
| ---------- | -------- | -------- | ------ | ---- | ---------------- | ---- | -------- | ---- | ---- | ---- | ------- | -------------------------- |
| 5/9/2021   | 日本     | 小倉     | 草1800 |      | 2歲新馬          | 54   | 武豐     | 13   | 13   | 1    | 1:50.2  | （地神力）                 |
| 23/10/2021 | 日本     | 東京     | 草1800 | L    | 常春藤錦標       | 55   | 武豐     | 4    | 8    | 1    | 1:49.3  | （Gran Cielo）             |
| 19/12/2021 | 日本     | 阪神     | 草1600 | GI   | 朝日盃未來錦標   | 55   | 武豐     | 9    | 15   | 1    | 1:33.5  | （秀逸小島）               |
| 6/3/2022   | 日本     | 中山     | 草2000 | GII  | 彌生賞大震撼紀念 | 56   | 武豐     | 7    | 11   | 2    | 2:00.5  | 一勝再勝                   |
| 17/4/2022  | 日本     | 中山     | 草2000 | GI   | 皋月賞           | 57   | 武豐     | 12   | 18   | 3    | 2:00.0  | 地標圖形                   |
| 29/5/2022  | 日本     | 東京     | 草2400 | GI   | 東京優駿         | 57   | 武豐     | 13   | 18   | 1    | 2:21.9  | （春秋分）                 |
| 11/9/2022  | 法國     | 巴黎隆尚 | 草2400 | GII  | 尼爾錦標         | 58   | 武豐     | 5    | 7    | 4    | 2:33.46 | 小巧勁力                   |
| 2/10/2022  | 法國     | 巴黎隆尚 | 草2400 | GI   | 凱旋門大賽       | 56.5 | 武豐     | 19   | 20   | 19   | 2:44.48 | 登山英雌                   |
| 12/2/2023  | 日本     | 阪神     | 草2200 | GII  | 京都紀念         | 58   | 武豐     | 12   | 13   | 1    | 2:10.9  | （摩天威獅）               |
| 25/3/2023  | 阿聯酋   | 美丹     | 草1800 | GI   | 杜拜草地大賽     | 57   | 武豐     | 3    | 14   | 退賽 | 退賽    | 諾斯勳爵                   |
| 29/10/2023 | 日本     | 東京     | 草2000 | GI   | 秋季天皇賞       | 58   | 戶崎圭太 | 3    | 11   | 7    | 1:56.6  | 春秋分                     |
| 26/11/2023 | 日本     | 東京     | 草2400 | GI   | 日本盃           | 58   | 戶崎圭太 | 5    | 18   | 4    | 2:22.7  | 春秋分                     |
| 24/12/2023 | 日本     | 中山     | 草2500 | GI   | 有馬紀念         | 58   | 武豐     | 5    | 16   | 1    | 2:30.9  | （星映天下）               |
| 30/3/2024  | 阿聯酋   | 美丹     | 草1800 | GI   | 杜拜草地大賽     | 57   | 武豐     | 5    | 16   | 5    | 1:46.25 | 送達駒                     |
| 23/6/2024  | 日本     | 京都     | 草2200 | GI   | 寶塚紀念         | 58   | 武豐     | 4    | 13   | 6    | 2:12.9  | 響號                       |
| 27/10/2024 | 日本     | 東京     | 草2000 | GI   | 秋季天皇賞       | 58   | 武豐     | 7    | 15   | 1    | 1:57.3  | （鍵琴高奏）               |
| 24/11/2024 | 日本     | 東京     | 草2400 | GI   | 日本盃           | 58   | 武豐     | 3    | 14   | 1    | 2:25.5  | （真命新帝） （堅韌力）[a] |
| 22/12/2024 | 日本     | 中山     | 草2500 | GI   | 有馬紀念         | 58   | 武豐     | 15   | 2    | 退賽 | 退賽    | 蕾麗宮                     |

a 此兩駒為平頭亞軍

## 退役後
退役後，勝局在望成為了配種馬，於北海道安平町社台Stallion Station休養，在2025年進行配種。首批子嗣將於2026年出生。首批子嗣可於2028年出賽。

## 血統簡介
父系真心呼喚為日本賽駒，生涯戰績優秀，曾於2005年有馬紀念擊敗無敗三冠馬大震撼奪得冠軍，亦於其後贏得杜拜司馬經典賽。祖父週日寧靜是美國三冠賽雙料冠軍馬，退役後在日本配種，在日本馬壇相當成功，贏得多項分級賽事，其子嗣贏得巨額獎金，連續12年成為日本冠軍種馬。
母系Dust and Diamonds為美國賽駒，生涯戰績不俗，曾勝出二級賽瑰麗寶讓賽，亦曾於育馬者盃雌馬短途大賽跑獲亞軍。外祖父Vindication亦是美國賽駒，生涯戰績優秀，曾勝出一級賽育馬者盃兩歲馬大賽。

### 血統表
| 父線：週日寧靜系（Halo系）                     |                               |                   |                 |
| 種馬 真心呼喚 2001年（棗色）                   | 週日寧靜 1986年（棕色）       | Halo              | Hail to Reason  |
| 種馬 真心呼喚 2001年（棗色）                   | 週日寧靜 1986年（棕色）       | Halo              | Cosmah          |
| 種馬 真心呼喚 2001年（棗色）                   | 週日寧靜 1986年（棕色）       | Wishing Well      | Understading    |
| 種馬 真心呼喚 2001年（棗色）                   | 週日寧靜 1986年（棕色）       | Wishing Well      | Mountain Flower |
| 種馬 真心呼喚 2001年（棗色）                   | Irish Dance 1990年（棗色）    | 東來兵            | Kampala         |
| 種馬 真心呼喚 2001年（棗色）                   | Irish Dance 1990年（棗色）    | 東來兵            | Severn Bridge   |
| 種馬 真心呼喚 2001年（棗色）                   | Irish Dance 1990年（棗色）    | Buper Dance       | 利法爾          |
| 種馬 真心呼喚 2001年（棗色）                   | Irish Dance 1990年（棗色）    | Buper Dance       | My Bupers       |
| 繁殖雌馬 Dust and Diamonds 2008年（棗色）      | Vindication 2000年（深棗色）  | 西雅圖迴旋        | Bold Reasoning  |
| 繁殖雌馬 Dust and Diamonds 2008年（棗色）      | Vindication 2000年（深棗色）  | 西雅圖迴旋        | My Charmer      |
| 繁殖雌馬 Dust and Diamonds 2008年（棗色）      | Vindication 2000年（深棗色）  | Strawberry Reason | Strawberry Road |
| 繁殖雌馬 Dust and Diamonds 2008年（棗色）      | Vindication 2000年（深棗色）  | Strawberry Reason | Pretty Reason   |
| 繁殖雌馬 Dust and Diamonds 2008年（棗色）      | Majestically 2002年（深棗色） | Gone West         | 淘金者          |
| 繁殖雌馬 Dust and Diamonds 2008年（棗色）      | Majestically 2002年（深棗色） | Gone West         | Secrettame      |
| 繁殖雌馬 Dust and Diamonds 2008年（棗色）      | Majestically 2002年（深棗色） | Darling Dame      | 利法爾          |
| 繁殖雌馬 Dust and Diamonds 2008年（棗色）      | Majestically 2002年（深棗色） | Darling Dame      | Darling Lady    |
| 雌系：號族：3-d                                |                               |                   |                 |
| 五代內近親交配：利法爾 4×4、Hail to Reason 4×5 |                               |                   |                 |

## 命名由來
名字Do Deuce（ドウデュース）意思是「正在刁時」，於英語語境中，可引申出「即將勝利」的意思，香港則取意譯，翻譯为「勝局在望」。

## 外部連結
- 勝局在望 netkeiba.com （页面存档备份，存于）
- 血統表 （页面存档备份，存于）